# 11 mei
11 mei is de 131ste dag van het jaar (132ste dag in een schrikkeljaar) in de gregoriaanse kalender. Hierna volgen nog 234 dagen tot het einde van het jaar.

## Gebeurtenissen
- Algemeen
  - 330 - Byzantion heet vanaf nu Constantinopel.
  - 868 - De Diamantsoetra wordt vervaardigd, het oudste gedrukte Chinese boek.[1]
  - 1502 - Christoffel Columbus vertrekt voor zijn vierde en laatste reis naar West-Indië.
  - 1820 - Tewaterlating van de HMS Beagle.
  - 1950 - Mijngasontploffing in de Borinage: 130 doden.
  - 1960 - Nazi-kopstuk Adolf Eichmann wordt in Argentinië door de Israëlische geheime dienst de Mossad opgepakt.
  - 1973 - Koningin Juliana beëdigt het nieuwe kabinet-Den Uyl.
  - 1984 - Acht tieners komen om het leven door een brand in de attractie Haunted Castle in het pretpark Six Flags Great Adventure.
  - 1993 - Irak heropent de grens met Jordanië na een zesdaagse sluiting van deze belangrijkste toegang tot de buitenwereld in verband met het uit de circulatie nemen van oude dinar-biljetten.
  - 1996 - Een DC-9 van de Amerikaanse prijsvechter ValuJet Airlines stort bij Miami (VS) neer in moerasgebied van het Everglades National Park, Florida, VS: 110 doden.[2]
  - 2006 - In Antwerpen doodt Hans Van Themsche een jong kind van 2 jaar en haar Malinese oppas en verwondt hij ook nog een Turkse vrouw.
  - 2012 - Na 65 jaar neemt Radio Nederland Wereldomroep afscheid van de Nederlandstalige uitzendingen.
  - 2020 - Vijf ervaren surfers komen in de zee bij Scheveningen om het leven. Te harde wind en te veel zeeschuim werden hen fataal.
  - 2024 - Op het Indonesische eiland Sumatra eist een door hevige neerslag veroorzaakte lahar die van de hellingen van de vulkaan Merapi naar beneden komt het leven van tientallen mensen. Het verschijnsel treft Agam, Tanah Datar, Padang Panjang, en Padang Pariaman en verwoest ruim honderd gebouwen.[3]
- Recreatie
  - 1951 - Stichting Natuurpark de Efteling opent de Efteling.
- Kunst en cultuur
  - 1927 - De Academy of Motion Picture Arts and Sciences, de "Academy" die de Oscars uitreikt, wordt opgericht.
  - 1995 - Ter gelegenheid van het honderdjarig bestaan van de film roepen bekende regisseurs en producenten uit de hele wereld Citizen Kane van Orson Welles (opnieuw) uit tot beste film van deze eeuw.
- Media
  - 2008 - De Colombiaanse krant El Espectador verschijnt weer dagelijks.
- Muziek
  - 2023 - De Belgische inzending voor het Eurovisiesongfestival in Liverpool, Gustaph met Because Of You, behoort bij de 10 best beoordeelde optredens van de tweede halve finale en gaat door naar de finale. Ook de Estse inzending Alika met het lied Bridges, dat mede geschreven is door de Nederlandse componist Wouter Hardy, gaat naar de finale.[4][5]
  - 2024 - De Nederlandse inzending voor het Eurovisiesongfestival, het nummer Europapa van Joost Klein, wordt gediskwalificeerd door de European Broadcasting Union vanwege een incident dat heeft plaatsgevonden na het optreden van Klein in de tweede halve finale van 9 mei 2024.[6] Zwitserland wint de finale met het lied The Code, uitgevoerd door Nemo.[7]
- Oorlog
  - 1857 - Indiase rebellen veroveren Delhi op de Britten.
  - 1858 - Minnesota treedt als 32e staat toe tot de Verenigde Staten.[8]
  - 1940 - De Duitse invallers bereiken het Albertkanaal.
  - 1940 - Bij een Duits bombardement op Amsterdam vallen 44 doden en 79 gewonden.
  - 1995 - Russische eenheden voeren zware bombardementen uit op stellingen van de Tsjetsjeense rebellen in het zuiden van het land.
- Politiek
  - 1812 - Brits premier Spencer Perceval wordt neergeschoten in de hal van het Britse Lagerhuis door de failliete handelaar John Bellingham.
  - 1949 - Siam verandert zijn naam in Thailand.
  - 1949 - De Algemene Vergadering van de Verenigde Naties verleent met resolutie 273 het lidmaatschap van de VN aan Israël.
  - 1995 - Oprichting van de Finse politieke partij Finnenpartij.
  - 2010 - Brits Premier Gordon Brown biedt zijn ontslag aan bij koningin Elizabeth II, David Cameron van de Conservatieve Partij neemt diezelfde dag de functie van Eerste Minister over.
- Religie
  - 1670 - Kroning van Paus Clemens X in Rome.
  - 1888 - Verheffing van de Missio sui iuris Belgisch Congo tot Apostolisch vicariaat Léopoldville.
  - 1985 - Paus Johannes Paulus II arriveert in Nederland voor een officieel bezoek. In Utrecht breken rellen uit en de Mobiele Eenheid probeert de demonstranten uit elkaar te houden.
- Sport
  - 1949 - Het Braziliaans voetbalelftal wint voor de derde keer de Copa América door in de finale met 7-0 te winnen van Paraguay.
  - 1980 - FC Utrecht speelt in de laatste speelronde met 2-2 gelijk tegen PEC Zwolle en plaatst zich voor het eerst in de geschiedenis voor Europees voetbal.
  - 1985 - Bij een voetbalwedstrijd tussen Bradford City en Lincoln City vinden 56 mensen de dood door brand op de tribunes.
  - 1986 - Opening van het Estadio Metropolitano Roberto Meléndez in Barranquilla, Colombia.
  - 1988 - KV Mechelen wint in Straatsburg de Europa Cup voor bekerwinnaars door in de finale Ajax te verslaan met 1-0 door een doelpunt van Piet den Boer.
  - 1991 - In Brussel eindigt titelverdediger Nederland als vierde bij het EK hockey voor vrouwen na een 3-2 nederlaag in de troostfinale tegen de Sovjet-Unie.
  - 1997 - De hockeysters van HGC prolongeren de landstitel in de Nederlandse hoofdklasse door Amsterdam op strafballen (3-1) te verslaan in het derde duel uit de finale van de play-offs.
  - 2001 - Ahmed Hossam van KAA Gent wint voor de eerste keer de Ebbenhouten Schoen als beste voetballer van Afrikaanse afkomst in de Belgische Jupiler Pro League.
  - 2002 - De Ronde van Italië gaat van start in de stad Groningen.
  - 2006 - Oprichting van de Canadese voetbalclub Toronto FC.
  - 2009 - Mbark Boussoufa van RSC Anderlecht wint voor de tweede keer de Ebbenhouten Schoen als beste voetballer van Afrikaanse afkomst in de Belgische Eerste klasse A.
  - 2010 - Atlético Madrid wint de Europa Leage door in de finale Fulham FC met 2-1 te verslaan.
  - 2011 - In Spanje behaalt voetbalclub FC Barcelona de 21ste landstitel uit de clubhistorie.
  - 2015 - Voetballer Neeskens Kebano van Royal Charleroi Sporting Club wordt verkozen tot beste speler van Afrikaanse afkomst in de Belgische Eerste klasse A en wint de Ebbenhouten Schoen.
  - 2024 - Het vrouwenvoetbalteam van FC Twente wordt kampioen in de Eredivisie door met 2-0 te winnen van Telstar. Het team mag hiermee de negende landstitel op de erelijst bijschrijven.[9]
- Wetenschap en technologie
  - 1984 - De voorlopig laatste aardeovergang gezien vanaf Mars. De eerstvolgende vindt plaats op 10 november 2084.
  - 1997 - Deep Blue, IBM's schaaksupercomputer, verslaat Garri Kasparov. Dit is de eerste keer dat dit lukt.
  - 2009 - De lancering van spaceshuttle Atlantis voor de vijfde en tevens laatste onderhoudsmissie (STS-125) naar de ruimtetelescoop Hubble vindt plaats.[10]
  - 2011 - Microsoft koopt voor 8,5 miljard dollar het VoIP-bedrijf Skype.
  - 2024 - De Zon stoot een zonnevlam met een sterkte van X5,8 uit en dit veroorzaakt een coronal mass ejection die richting Aarde gaat. Het is tot nu toe de op een na sterkste zonnevlam van zonnecyclus 25. Alleen de zonnevlam van 22 februari 2024 was sterker.[11] Volgens metingen is er een geomagnetische storm gaande van niveau G5 (extreem) die zorgt voor op grote schaal optredend poollicht. De vorige keer dat het tot een G5-geomagnetische storm is gekomen was in oktober 2003.[12]

## Geboren

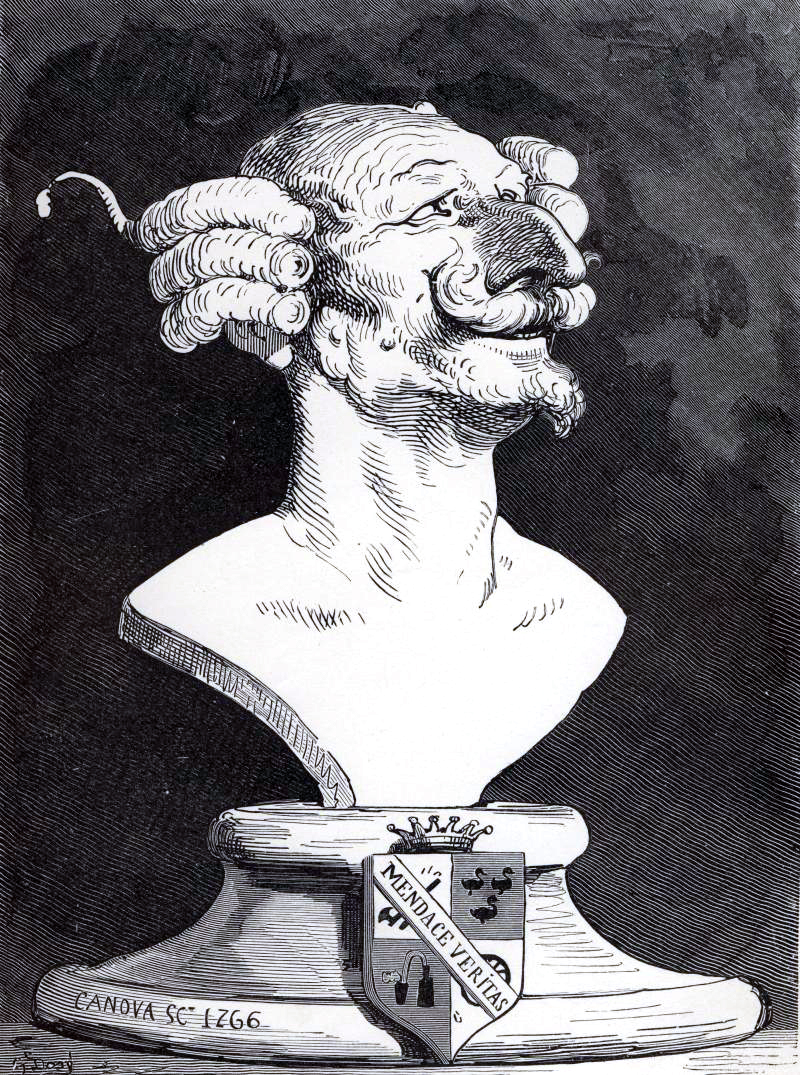
Baron von Münchhausen
geboren in 1720

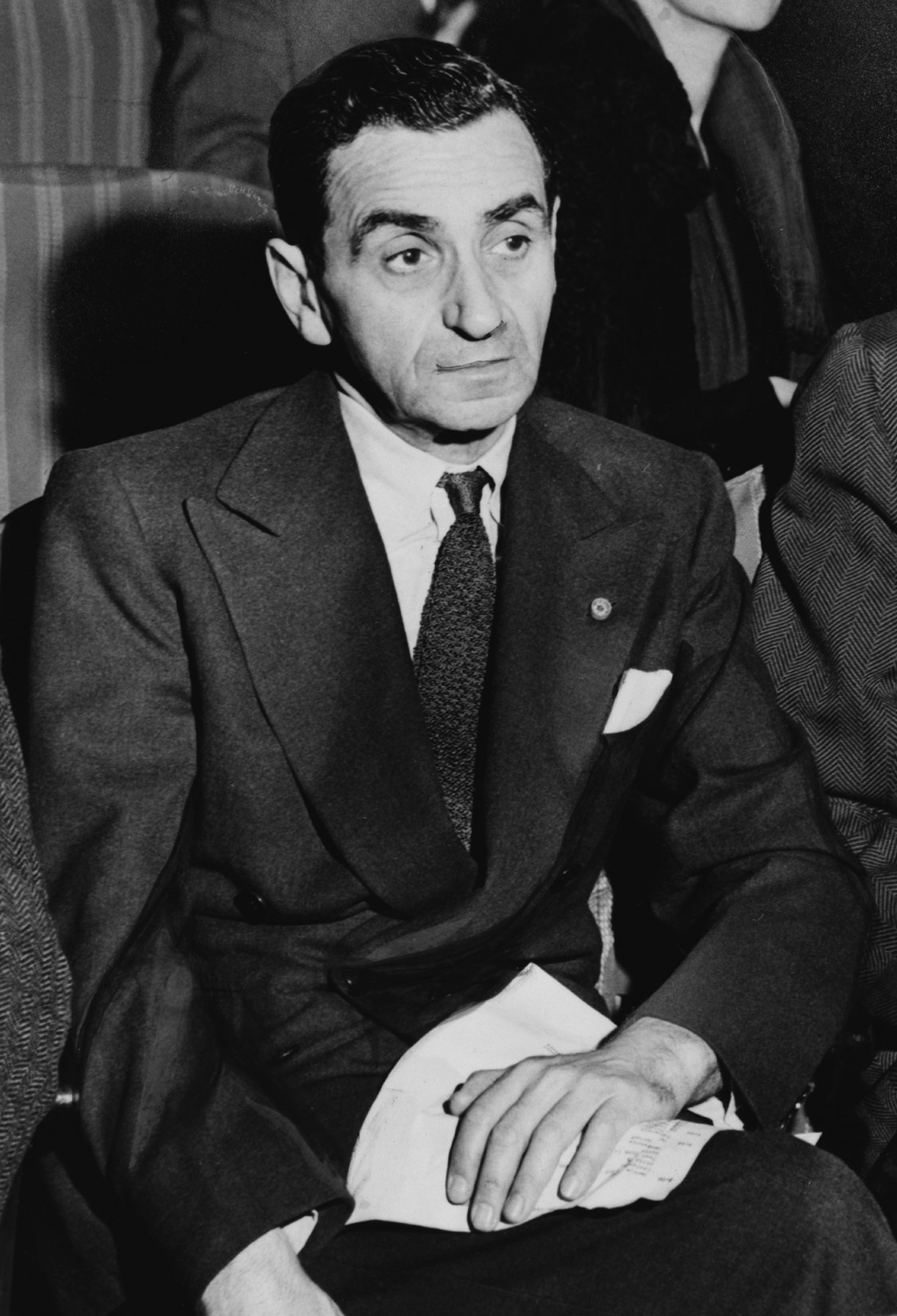
Irving Berlin
geboren in 1888

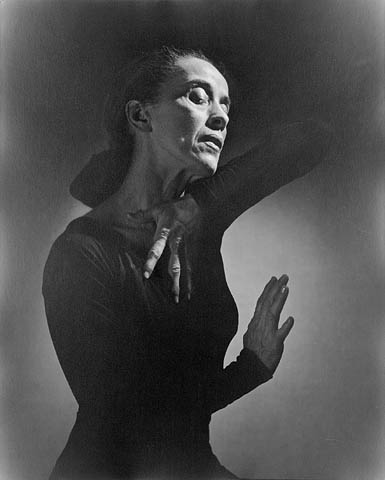
Martha Graham
geboren in 1894

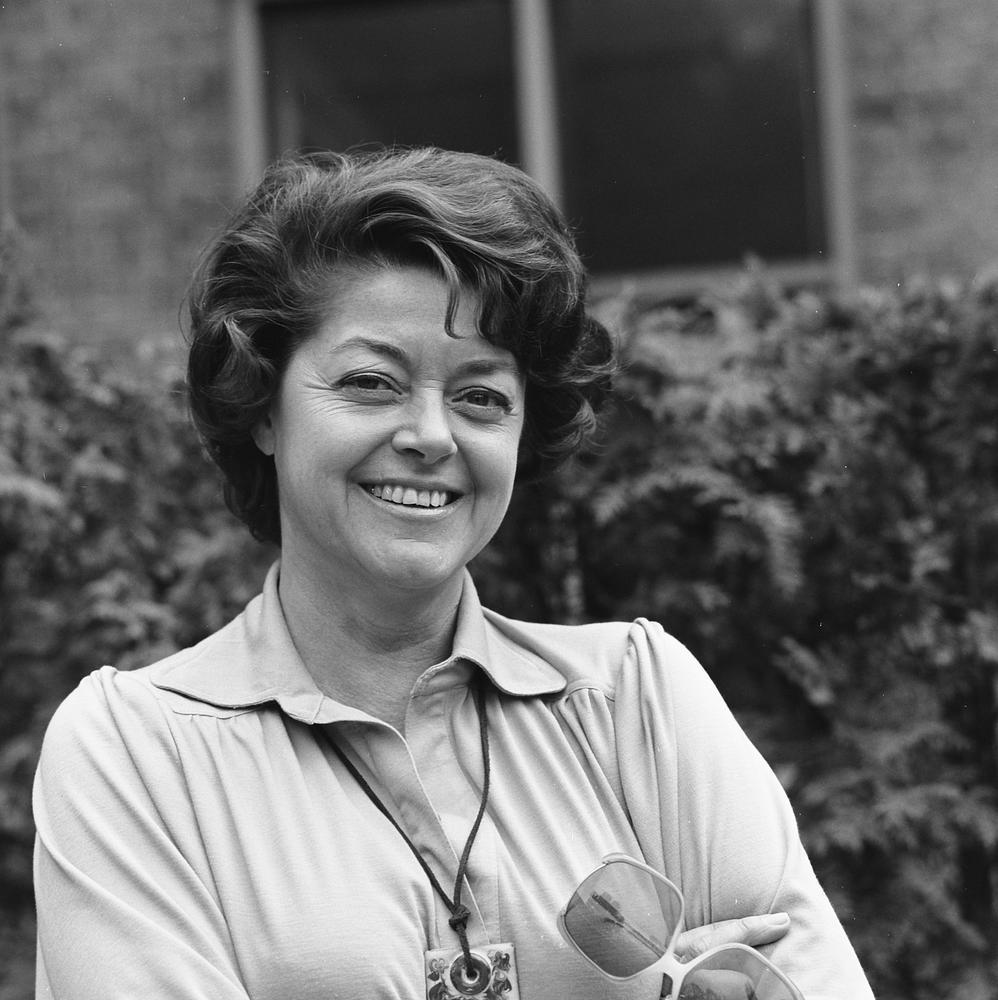
Teddy Scholten
geboren in 1926

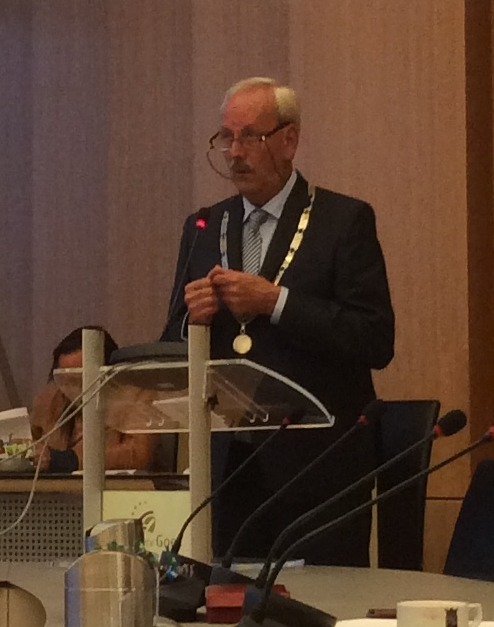
Herman Klitsie,
geboren in 1949

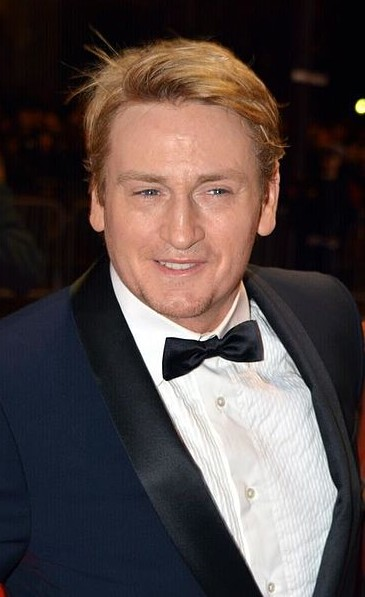
Benoît Magimel,
geboren in 1974

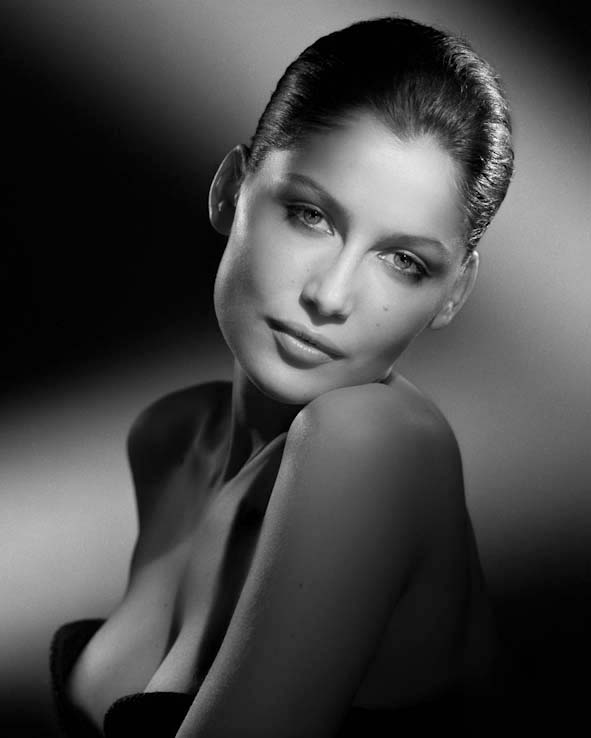
Laetitia Casta
geboren in 1978

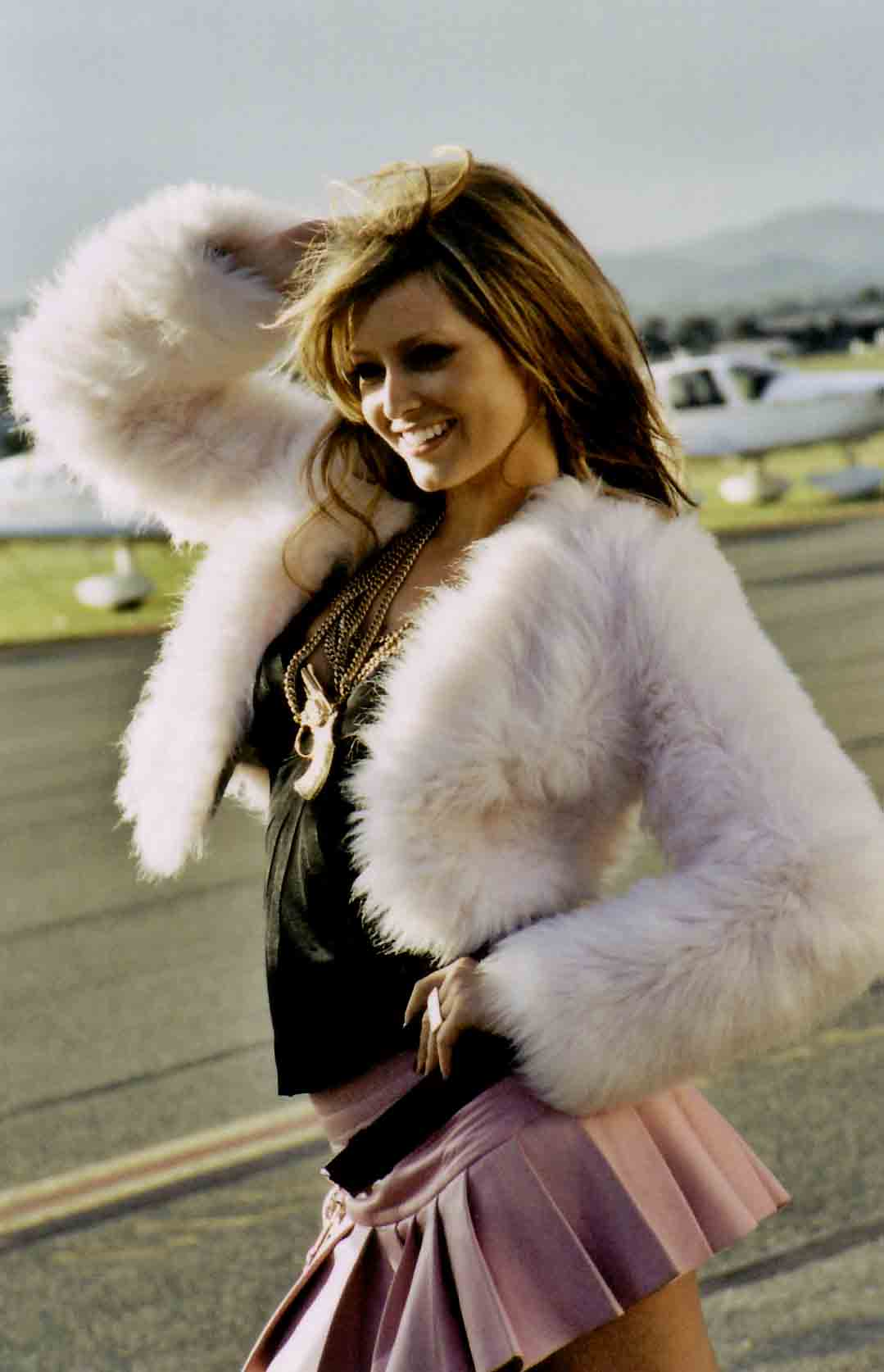
Holly Valance
geboren in 1983

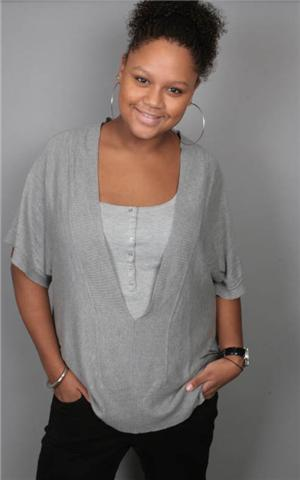
Talisia Misiedjan
geboren in 1990

- 1720 - Baron van Münchhausen, Duits officier en avonturier (overleden 1797)
- 1733 - Madame Victoire van Frankrijk, prinses van Frankrijk (overleden 1799)
- 1801 - Henri Labrouste, Frans architect (overleden 1875)
- 1823 - Alfred Stevens, Belgisch schilder (overleden 1906)
- 1853 - Benedetto Lorenzelli, Italiaans nuntius in België en curiekardinaal (overleden 1915)
- 1865 - Jan Hendrik Leopold, Nederlands dichter en classicus (overleden 1925)
- 1881 - Jan van Gilse, Nederlands componist (overleden 1944)
- 1887 - Josef Glaser, Duits voetballer (overleden 1969)
- 1887 - Paul Wittgenstein, Oostenrijks-Amerikaans pianist en componist (overleden 1961)
- 1888 - Irving Berlin, Amerikaans componist en liedjesschrijver (overleden 1989)
- 1892 - Margaret Rutherford, Brits actrice (overleden 1972)
- 1894 - Ellsworth Bunker, Amerikaans diplomaat en onderhandelaar (overleden 1984)
- 1894 - Martha Graham, Amerikaans danseres en choreografe (overleden 1991)
- 1894 - Anton Mussert, Nederlands politicus (overleden 1946)
- 1894 - Ferdinand Swatosch, Oostenrijks voetballer (overleden 1974)
- 1899 - Herbert Nebe, Duits wielrenner (overleden 1985)
- 1902 - Jules-Victor Daem, Belgisch bisschop van Antwerpen (overleden 1993)
- 1904 - Salvador Dalí, Spaans surrealistisch schilder (overleden 1989)
- 1904 - Guus Weitzel, Nederlands radio-omroeper en -verslaggever (overleden 1989)
- 1905 - Ida Gerhardt, Nederlands dichteres (overleden 1997)
- 1905 - Pedro Petrone, Uruguayaans voetballer (overleden 1964)
- 1906 - Jacqueline Cochran, Amerikaans vliegenierster en onderneemster (overleden 1980)
- 1908 - Reinier van Houten, Nederlands nationaalsocialistisch uitgever (overleden 1983)
- 1916 - Camilo José Cela, Spaans schrijver (overleden 2002)
- 1916 - Theo van Lier, Nederlands verzetsstrijder in de Tweede Wereldoorlog en politicus (overleden 1992)
- 1918 - Nini Boesman, Nederlands (eerste) ballonvaarster (overleden 2009)
- 1918 - Richard Feynman, Amerikaans natuurkundige (overleden 1988)
- 1919 - Hedzer Rijpstra, Commissaris der Koningin van Friesland (overleden 2011)
- 1920 - Michele Sindona, Italiaans advocaat, bankier en crimineel (overleden 1986)
- 1921 - Geoffrey Crossley, Brits autocoureur (overleden 2002)
- 1923 - Eugenio Calabi, Italiaans-Amerikaans wiskundige (overleden 2023)
- 1924 - Eugene Dynkin, Russisch wiskundige (overleden 2014)
- 1924 - Antony Hewish, Brits radio-astronoom en Nobelprijswinnaar (overleden 2021)
- 1924 - Jackie Milburn, Engels voetballer (overleden 1988)
- 1924 - Luděk Pachman, Tsjechisch schaker (overleden 2003)
- 1926 - Teddy Scholten, Nederlands zangeres (overleden 2010)
- 1926 - Rob Schroeder, Amerikaans autocoureur (overleden 1989)
- 1927 - Marie Kovářová, Tsjecho-Slowaaks turnster (overleden 2023)
- 1928 - Anne van der Bijl, Nederlands zendeling (overleden 2022)
- 1928 - Marco Ferreri, Italiaans filmregisseur (overleden 1997)
- 1928 - Yaacov Agam, Israëlisch beeldend kunstenaar
- 1929 - Pater Poels, Nederlands welzijnswerker (overleden 2023)
- 1930 - Edsger Dijkstra, Nederlands informaticus (overleden 2002)
- 1930 - Ab van Grimbergen, Nederlands hockeyer en hockeycoach
- 1931 - Clarence Anglin, Amerikaans crimineel (overleden 1962 of 2011)
- 1932 - Valentino Garavani, Italiaans modeontwerper
- 1933 - Louis Farrakhan, Afro-Amerikaans religieus leider
- 1933 - Anton Ploeg, Nederlands antropoloog
- 1934 - Thomas Buergenthal, Tsjechoslowaaks-Amerikaans jurist (overleden 2023)
- 1935 - Roland Anderson, Zweeds beeldhouwer
- 1935 - Etienne Cocquyt, Belgisch tv-kok (overleden 2025)
- 1936 - Carla Bley, Amerikaans jazzmuzikante, -componiste en bigbandleider (overleden 2023)
- 1938 - Nel Kars, Nederlands actrice
- 1939 - R. Dean Taylor, Canadees zanger en muziekproducent (overleden 2022)
- 1940 - Willem (Pim) Blanken, Nederlands burgemeester (overleden 2016)
- 1940 - Anthony Lucky, jurist uit Trinidad en Tobago
- 1940 - Frans Molenaar, Nederlands couturier (overleden 2015)
- 1941 - Eric Burdon, Brits zanger
- 1944 - Wim van den Dungen, Nederlands voetballer (overleden 2025)
- 1945 - Amandus Lundqvist, Nederlands zakenman en sportclubbestuurder
- 1946 - Jürgen Rieger, Duits politicus (overleden 2009)
- 1946 - Milton Viera, Uruguayaans voetballer
- 1948 - Hans Beijer, Nederlands acteur
- 1948 - Ad van Goor, Nederlands bedrijfskundige en hoogleraar (overleden 2020)
- 1948 - Jeannot Moes, Luxemburgs voetbaldoelman
- 1949 - Herman Klitsie, Nederlands politicus
- 1950 - Evert van Ballegooie, Nederlands diabetesarts (overleden 2008)
- 1951 - Hans Peter Künzle, Zwitsers jazzbassist en museumdirecteur
- 1952 - Michiel Hegener, Nederlands journalist en cartograaf
- 1953 - Đorđe Balašević, Servisch zanger en songwriter (overleden 2021)
- 1953 - Reina Dokter, Nederlands vertaalster (overleden 2021)
- 1953 - Kiti Mánver, Spaans actrice
- 1956 - Jaap Koelewijn, Nederlands econoom en financieel adviseur (overleden 2024)
- 1956 - András Paróczai, Hongaars atleet
- 1956 - Paul Rosenmöller, Nederlands politicus en televisieprogrammamaker
- 1957 - Peter North, Canadees pornoster
- 1958 - Peter Antonie, Australisch roeier
- 1959 - Martin Lauriks, Nederlands paralympisch sporter
- 1959 - Bert Wiersema, Nederlands kinderboekenschrijver
- 1960 - Jürgen Schult, Oost-Duits atleet
- 1960 - Reinier van Zutphen, Nederlands jurist en ombudsman
- 1961 - Paul Diamond, Kroatisch worstelaar
- 1961 - Cecile Licad, Filipijns klassiek pianiste
- 1961 - Johannes Simon van der Walt, Schots componist, muziekpedagoog en trompettist
- 1962 - Peter de Jong, Nederlands politicus
- 1963 - Brigite van Haaften, Nederlands politica
- 1963 - Natasha Richardson, Brits-Amerikaans actrice (overleden 2009)
- 1964 - John Parrott, Engels snookerspeler
- 1965 - Johan Dessing, Nederlands politicus
- 1965 - Stefano Domenicali, Italiaans Formule 1-teambaas
- 1966 - Christoph Schneider, Duits drummer
- 1966 - Peter Snijders, Nederlands politicus
- 1967 - Anna Achmanova, Nederlands celbioloog
- 1967 - Emmanuelle Haïm, Frans pianiste en dirigente
- 1967 - Apache Indian, Brits Indiaas reggae-diskjockey
- 1967 - Sue Gardner, Canadees directeur van de Wikimedia Foundation
- 1967 - Gijs van der Leden, Nederlands waterpolospeler
- 1967 - Gary Orr, Schots golfspeler
- 1968 - Jeffrey Donovan, Amerikaans acteur
- 1968 - Sergey Oesjakov, Oekraïens wielrenner
- 1969 - Kokane, Amerikaans rapper
- 1969 - Simon Vroemen, Nederlands atleet
- 1970 - Pieter Elbers, Nederlands ondernemer; president-directeur van de KLM
- 1970 - Harold Ford jr., Amerikaans politicus
- 1971 - Stéphanie Meire, Belgisch miss, actrice en presentatrice
- 1971 - Normunds Miezis, Lets schaker
- 1971 - Thérèse Boer, Nederlands maître-sommelier
- 1972 - Tomáš Dvořák, Tsjechisch atleet
- 1973 - Aaron Haroon Rashid, Brits-Pakistaans musicus en filmproducent
- 1973 - Tsuyoshi Ogata, Japans atleet
- 1973 - Spencer Smith, Brits triatleet
- 1973 - Sabine Völker, Duits schaatsster
- 1974 - Benoît Magimel, Frans acteur
- 1976 - Lloyd de Meza, Nederlands r&b-zanger
- 1977 - Janne Ahonen, Fins schansspringer
- 1977 - Lydia Cheromei, Keniaans atlete
- 1977 - Caimin Douglas, Nederlands atleet
- 1977 - Pablo Gabriel García, Uruguayaans voetballer
- 1977 - Denílson Lourenço, Braziliaans judoka
- 1978 - Laetitia Casta, Frans fotomodel en actrice
- 1978 - Perttu Kivilaakso, Fins cellist
- 1979 - Marc Bircham, Canadees voetballer
- 1980 - Miranda Slabber, Nederlands model en miss
- 1981 - Adam Hansen, Australisch wielrenner
- 1981 - Felipe Van de Wyngard, Chileens triatleet
- 1982 - Issame Charaï, Belgisch-Marokkaans voetballer
- 1982 - Bart Meijer, Nederlands presentator
- 1982 - Cory Monteith, Canadees acteur (overleden 2013)
- 1983 - Tjeerd Korf, Nederlands voetballer
- 1983 - Maurits van Nierop, Nederlands cricketer (overleden 2008)
- 1983 - Jouni Pellinen, Fins freestyleskiër
- 1983 - Jana Romanova, Russisch biatlete
- 1983 - Holly Valance, Australische actrice en zangeres
- 1983 - Hanna Verboom, Nederlands actrice en televisiepresentatrice
- 1983 - Frédéric Xhonneux, Belgisch atleet
- 1984 - Joanne Cuddihy, Iers atlete
- 1984 - Andrés Iniesta, Spaans voetballer
- 1984 - Marvin Wijks, Nederlands voetballer (overleden 2025)
- 1985 - Bizzey, Nederlands hiphopartiest en dj
- 1985 - Carly Hibberd, Australisch wielrenster (overleden 2011)
- 1985 - Kirsten van de Ven, Nederlands voetbalster
- 1985 - Jadyn Wong, Canadees actrice
- 1986 - Abou Diaby, Frans voetballer
- 1988 - Severin Freund, Duits schansspringer
- 1988 - Marcel Kittel, Duits wielrenner
- 1988 - Katepu Sieni, Tuvaluaans voetballer
- 1988 - Ruud Vormer, Nederlands voetballer
- 1989 - Melissa Boekelman, Nederlands atlete
- 1989 - Giovani dos Santos, Mexicaans voetballer
- 1990 - Julian Leal, Colombiaans autocoureur
- 1990 - Talisia Misiedjan, Nederlands actrice
- 1990 - Blair Tarrant, Nieuw-Zeelands hockeyer
- 1990 - Kilian Wenger, Zwitsers Schwinger
- 1991 - Kyra van Genderen, Nederlands honkballer
- 1991 - Joe Mason, Iers voetballer
- 1991 - Elske Rotteveel, Nederlands actrice
- 1991 - Uzari, Wit-Russisch zanger
- 1992 - Pierre-Ambroise Bosse, Frans atleet
- 1992 - Thibaut Courtois, Belgisch voetballer
- 1992 - Christina McHale, Amerikaans tennisster
- 1993 - Josef Černý, Tsjechisch wielrenner
- 1993 - Sabrina D’Angelo, Canadees voetbalster
- 1994 - Kariman Abuljadayel, Saoedisch atlete
- 1994 - Sera de Bruin, Nederlands zangeres
- 1994 - Roberto Insigne, Italiaans voetballer
- 1994 - Menno Vloon, Nederlands atleet
- 1995 - Robert Power, Australisch wielrenner
- 1995 - Ronielson da Silva Barbosa (Rony), Braziliaans voetballer
- 1995 - Lorenzo Sonego, Italiaans tennisser
- 1995 - Sachia Vickery, Amerikaans tennisster
- 1998 - Eva Hermans-Kroot, Nederlands blogger en schrijfster (overleden 2024)
- 1999 - Sabrina Carpenter, Amerikaans actrice en zangeres
- 2000 - Juliette Dumont, Belgisch zwemster
- 2000 - Femke Meines, Nederlands zangeres
- 2000 - Yuki Tsunoda, Japans autocoureur
- 2002 - Simon van Duivenbooden, Nederlands-Zuid-Afrikaans voetballer
- 2003 - Sarah Mattner-Trembleau, Duits voetbalster
- 2004 - Victor Hugo, Braziliaans voetballer
- 2005 - Hunter Yeany, Amerikaans-Brits autocoureur
- 2007 - Louis Sharp, Nieuw-Zeelands autocoureur

## Overleden

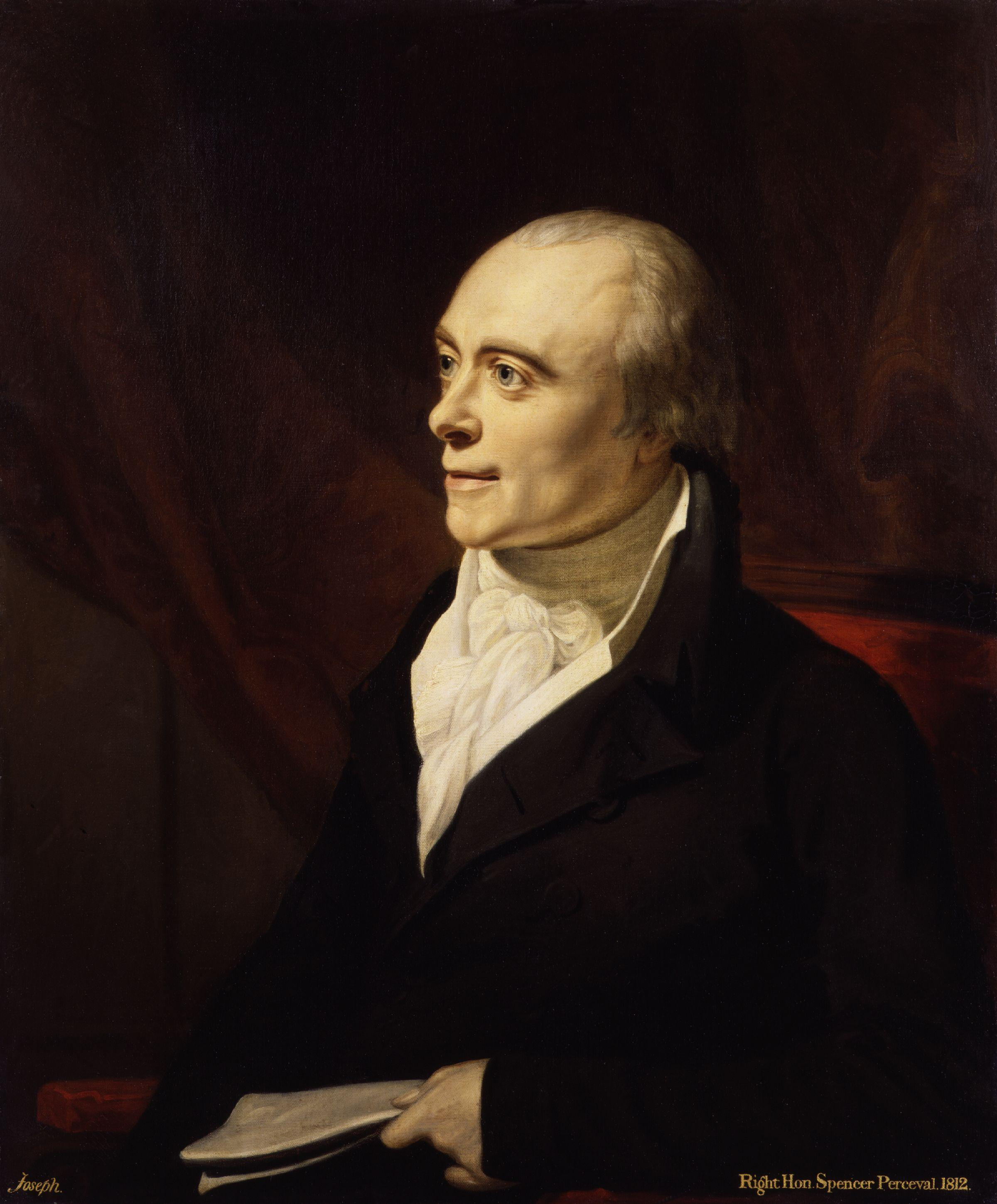
Spencer Perceval
overleden in 1812

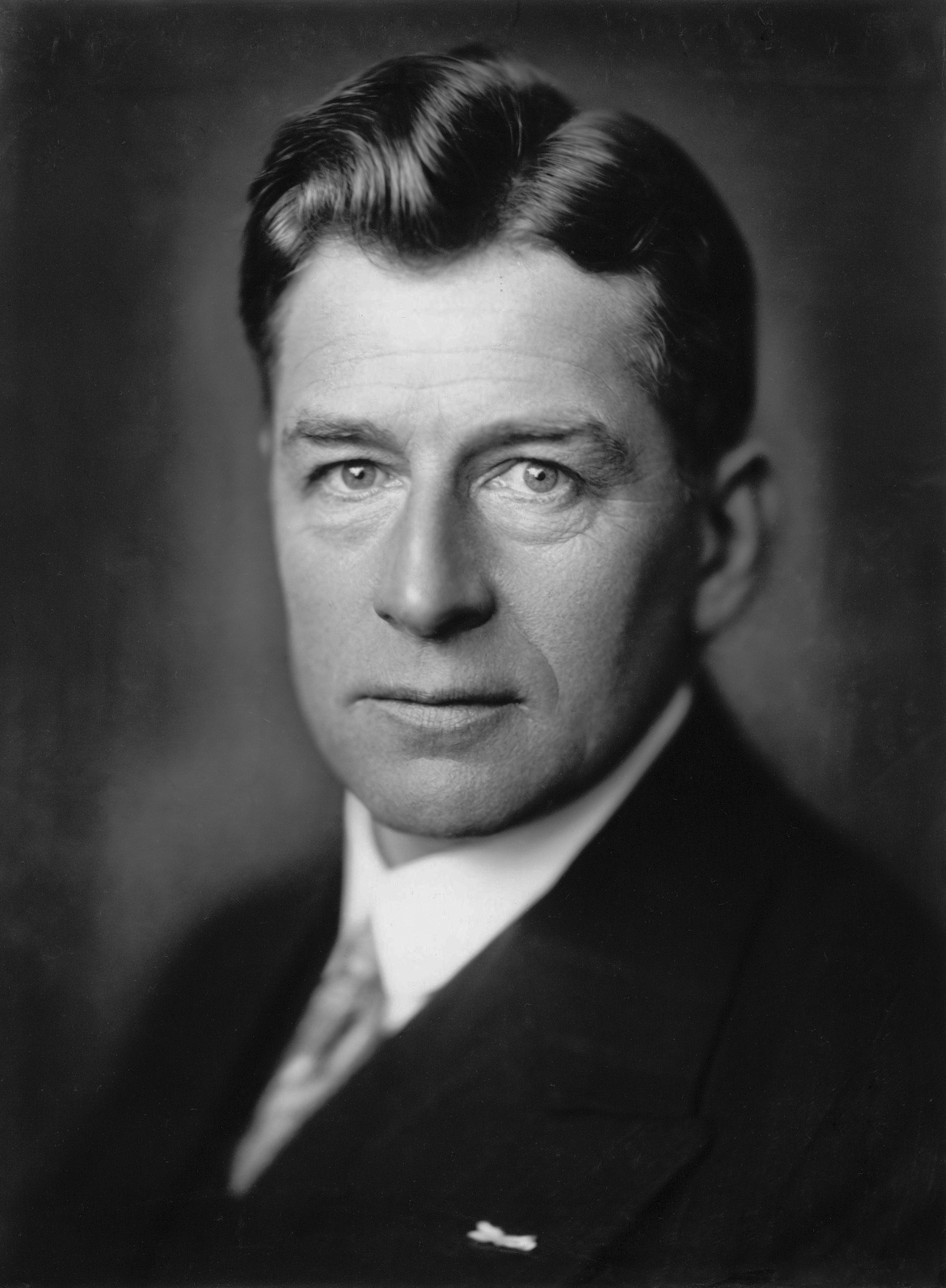
Clinge Doorenbos
overleden in 1978

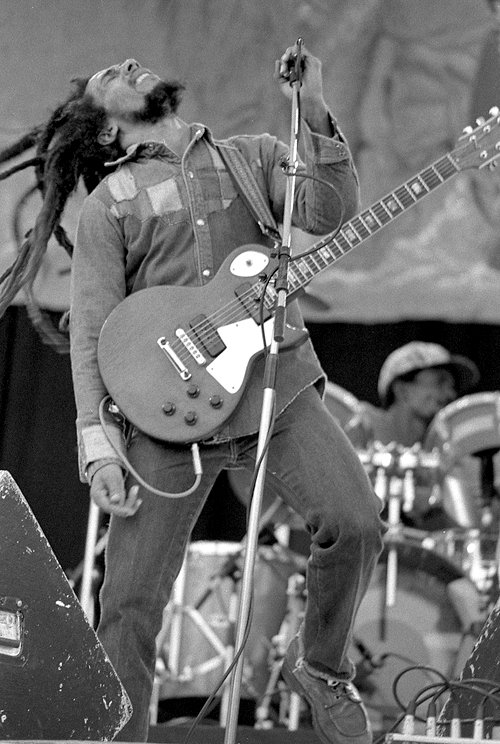
Bob Marley
overleden in 1981

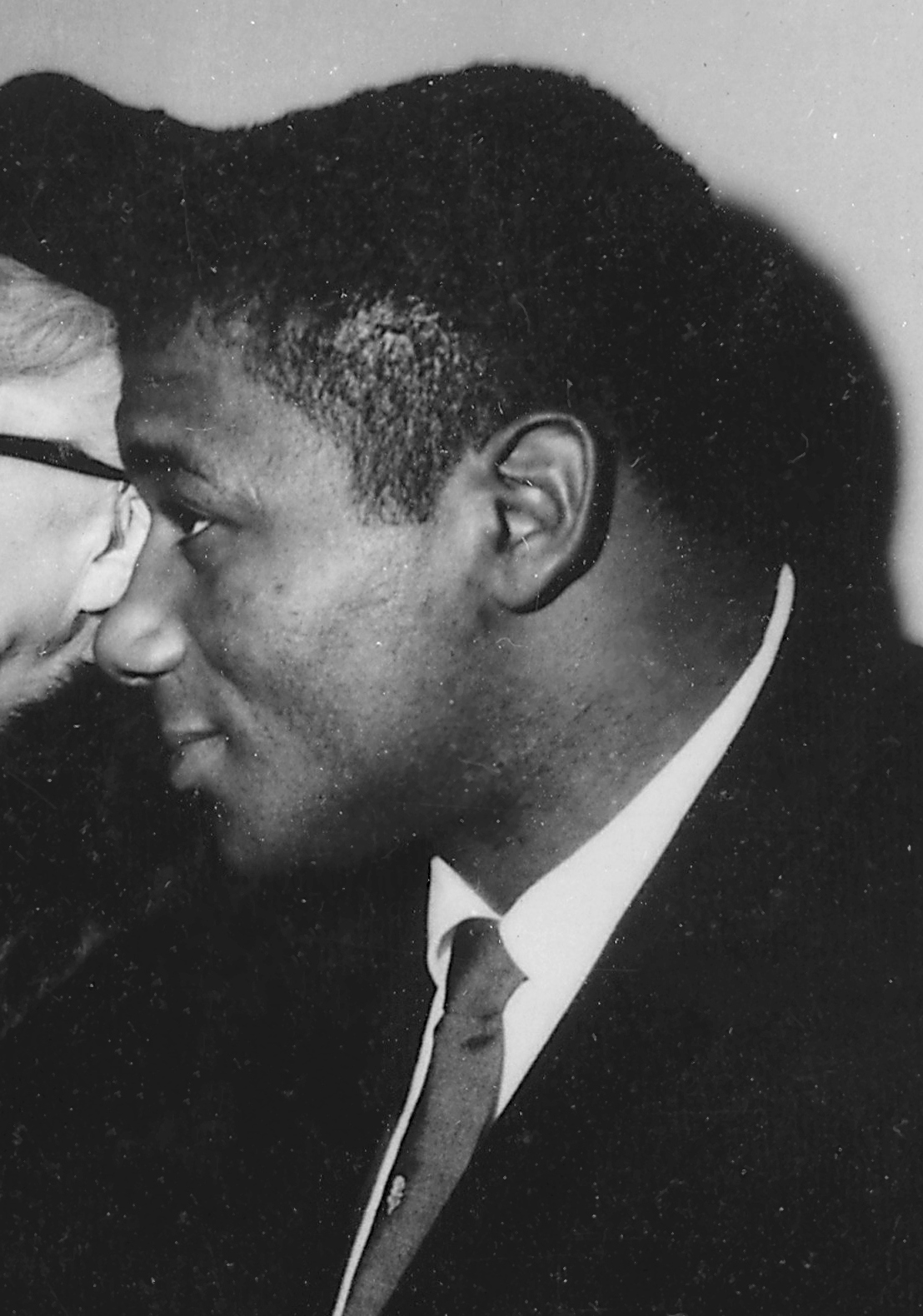
Floyd Patterson
overleden in 2006

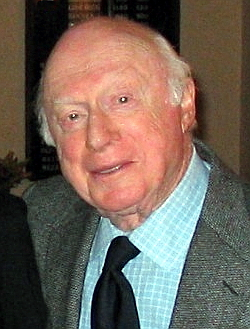
Norman Lloyd
overleden in 2021

- 912 - Leo VI van Byzantium (45), keizer van het Byzantijnse Rijk
- 1372 - Irmgard van Hohenlohe, Duits edelvrouw
- 1621 - Johann Arndt, (65) Duits theoloog
- 1652 - Eva Ment (46), VOC-gouverneursvrouw (van J.P. Coen)
- 1772 - Joseph Kirchhoffs, Algemeen leider der bokkenrijders en chirurgijn
- 1812 - Spencer Perceval (49), Brits premier
- 1822 - Gerard van Spaendonck (76), Nederlands kunstschilder
- 1849 - Otto Nicolai (48), Duits componist
- 1871 - John Herschel (79), Engels wiskundige en astronoom
- 1890 - Eugène Albert (74), Belgisch muziekinstrumentbouwer
- 1916 - Max Reger (43), Duits componist
- 1919 - Allard Philip Reinier Carel van der Borch van Verwolde (77), Nederlands politicus
- 1928 - Frans Hens (71), Belgisch kunstschilder
- 1940 - Powell (René Joannes) (44), Belgisch atleet
- 1948 - Ed Ricketts (50), Amerikaans marien bioloog
- 1952 - Alessio Ascalesi (79), Italiaans kardinaal-aartsbisschop van Napels
- 1953 - Willy Schootemeijer (56), Nederlands componist en musicus
- 1957 - Théophile De Donder (74), Belgisch natuurkundige, wiskundige en scheikundige
- 1963 - Herbert Spencer Gasser (74), Amerikaans fysioloog
- 1967 - Gaston Martens (84), Belgisch toneelschrijver
- 1973 - Odd Grüner-Hegge (73), Noors componist/dirigent
- 1976 - Alvar Aalto (78), Fins ontwerper
- 1978 - Clinge Doorenbos (93), Nederlands liedjesschrijver, cabaretier en zanger
- 1978 - Jacques Ickx (68), Belgisch motorcoureur en journalist
- 1981 - Bob Marley (36), Jamaicaans reggae-muzikant
- 1984 - Toni Turek (65), Duits voetballer
- 1988 - Kim Philby (76), Brits spion
- 1995 - Frans Diekstra (40), Nederlands ondernemer
- 1995 - Ivo Samkalden (82), Nederlands politicus
- 1996 - Ademir Marques de Menezes (73), Braziliaans voetballer
- 1998 - Willy Corsari (100), Wilhelmina Schmidt, Nederlands schrijfster
- 1998 - Hans van Zon (57), Nederlands seriemoordenaar
- 2001 - Douglas Adams (49), Engels schrijver
- 2002 - Martin van Amerongen (60), Nederlands columnist, journalist en publicist
- 2006 - Yossi Banai (74), Israëlisch acteur, cabaretier, regisseur, (toneel)schrijver en zanger
- 2006 - Floyd Patterson (71), Amerikaans bokser
- 2007 - Malietoa Tanumafili II (94), staatshoofd van Samoa
- 2008 - Bruno Neves (26), Portugees wielrenner
- 2009 - Abel Goumba (82), Centraal-Afrikaans politicus
- 2009 - Claudio Huepe (69), Chileens politicus en diplomaat
- 2009 - Hendrik Jan Vink (93), Nederlands fysicus
- 2011 - Clark Accord (50), Surinaams schrijver en publicist
- 2011 - Maurice Goldhaber (100), Amerikaans natuurkundige
- 2011 - Snooky Young (92), Amerikaans jazzmuzikant
- 2012 - Patrick Bosch (47), Nederlands voetballer
- 2012 - Germaine Degueldre (111), Belgisch oudste persoon
- 2012 - Jaap van der Wiel (51), Nederlands voetballer
- 2014 - Martin Špegelj (86), Kroatisch politicus en militair
- 2015 - Jef Geeraerts (85), Belgisch schrijver
- 2015 - Riet van de Louw-van Boxtel (82), Nederlands beeldhouwer
- 2016 - Peter Behrens (68), Duits drummer
- 2016 - Adrian Brine (80), Brits-Nederlands acteur en regisseur
- 2016 - François Morellet (90), Frans kunstenaar
- 2016 - Joe Temperley (86), Brits jazzsaxofonist en -klarinettist
- 2017 - Jur Mellema (93), Nederlands politicus
- 2018 - Misha Alperin (61), Oekraïens pianist en componist
- 2018 - Gérard Genette (87), Frans literatuurwetenschapper
- 2019 - Jean-Claude Brisseau (74), Frans filmregisseur en filmproducent
- 2019 - Leo Herberghs (94), Nederlands dichter en schrijver
- 2019 - Peggy Lipton (72), Amerikaans actrice en model
- 2019 - Gianni De Michelis (78), Italiaans politicus
- 2020 - Terry Erwin (79), Amerikaans entomoloog
- 2020 - Christian Kieckens (69), Belgisch architect en fotograaf
- 2020 - Moon Martin (69), Amerikaans zanger en songwriter
- 2020 - Jerry Stiller (92), Amerikaans acteur
- 2021 - Norman Lloyd (106), Amerikaans acteur
- 2021 - Richard Nonas (85), Amerikaans beeldhouwer en installatiekunstenaar
- 2022 - Shireen Abu Akleh (51), Palestijns journaliste
- 2022 - William Bennett (86), Brits fluitist
- 2022 - Jeroen Brouwers (82), Nederlands schrijver
- 2022 - Henk Groot (84), Nederlands voetballer
- 2022 - Joop Reuver (93), Nederlands burgemeester
- 2023 - András Adorján (73), Hongaars schaker
- 2023 - Ned Bulatović (84), Joegoslavisch voetballer
- 2024 - Rick Brink (38), Nederlands politicus
- 2024 - Vic Goedseels (83), Belgisch landbouwkundige
- 2025 - Robert Benton (92), Amerikaanse filmregisseur
- 2025 - Terry Brunk (60), Amerikaans professioneel worstelaar
- 2025 - Aidan Chambers (90), Brits schrijver
- 2025 - Leila Negra (Marie Nejar) (95), Duits schlagerzangeres en actrice

## Viering/herdenking
- 1e dag van de IJsheiligen
- Rooms-katholieke kalender:
  - Heilige Estella (van Saintes) († 3e eeuw)
  - Heilige Mamert(us) († c. 477), ijsheilige
  - Heiligen abten van Cluny: Majolus († 994) en Odilo († 1049)
  - Heilige Gangulphus († 760) - Gedachtenis (in bisdom Haarlem-Amsterdam en bisdom Namen)
  - Heilige Walbertus († c. 678)
  - Heilige Ignatius van Laconi († 1781)
  - Heilige Fremund van Dunstable († 886)
  - Heilige Tudi (van Landévennec)

## Weerextremen

### Nederland
| | Officiële records      | Officiële records | Officiële records |      | Landelijke records | Landelijke records | Landelijke records                |
| Gebeurtenis | Jaar                   | Extreem           | Locatie           | Jaar | Extreem            | Locatie            |                                   |
| --- | ---------------------- | ----------------- | ----------------- | ---- | ------------------ | ------------------ | --------------------------------- |
| Laagste etmaalgemiddelde temperatuur (°C) | 1923, 1928             | 5,7               | De Bilt           |      | 1923, 1928         | 5,1                | Eelde                             |
| Hoogste etmaalgemiddelde temperatuur (°C) | 1998                   | 23,2              | De Bilt           |      | 1998               | 24,2               | Rotterdam Geulhaven               |
| Laagste minimumtemperatuur (°C) | 1928                   | −2,0              | De Bilt           |      | 1928               | −2,8               | Eelde                             |
| Hoogste minimumtemperatuur (°C) | 1998                   | 14,7              | De Bilt           |      | 1998               | 17,9               | Rotterdam Geulhaven               |
| Laagste maximumtemperatuur (°C) | 1963                   | 10,0              | De Bilt           |      | 2010               | 7,8                | Maastricht                        |
| Hoogste maximumtemperatuur (°C) | 1998                   | 30,3              | De Bilt           |      | 1998               | 31,4               | Woensdrecht                       |
| Hoogste uurgemiddelde windsnelheid (m/s) | 1923                   | 12,3              | De Bilt           |      | 2014               | 18,0               | Houtribdijk, Vlissingen, IJmuiden |
| Hoogste windstoot (m/s) | 1956, 1958, 1963, 2020 | 17,0              | De Bilt           |      | 2014               | 25,0               | Houtribdijk                       |
| Langste zonneschijnduur (uur) | 1941, 1980             | 14,5              | De Bilt           |      | 1941               | 14,8               | Eelde                             |
| Langste neerslagduur (uur) | 2014                   | 15,2              | De Bilt           |      | 1979               | 16,0               | Gilze-Rijen                       |
| Hoogste etmaalsom van de neerslag (mm) | 2013                   | 17,4              | De Bilt           |      | 2007               | 31,8               | Lauwersoog                        |
| Laagste etmaalgemiddelde relatieve vochtigheid (%) | 1941                   | 40                | De Bilt           |      | 1907, 1938         | 38                 | Maastricht                        |
| Laagste uurwaarde luchtdruk op zeeniveau (hPa) | 1983                   | 992,5             | De Bilt           |      | 1983               | 991,3              | Vlissingen                        |
| Hoogste uurwaarde luchtdruk op zeeniveau (hPa) | 1978                   | 1031,9            | De Bilt           |      | 1978               | 1032,8             | De Kooy                           |
| Officiële records worden altijd gemeten op het KNMI-weerstation in De Bilt. Landelijke records kunnen worden gemeten op elk officieel KNMI-weerstation in Nederland. |                        |                   |                   |      |                    |                    |                                   |

Uitzonderlijke gebeurtenissen
- 1907 - Eerste officiële zomerse dag van het jaar (maximumtemperatuur ≥ 25 °C in De Bilt)
- 1912 - Eerste officiële zomerse dag van het jaar (maximumtemperatuur ≥ 25 °C in De Bilt)
- 1967 - Eerste officiële zomerse dag van het jaar (maximumtemperatuur ≥ 25 °C in De Bilt)
- 1971 - Eerste officiële zomerse dag van het jaar (maximumtemperatuur ≥ 25 °C in De Bilt)
- 1998 - Eerste officiële tropische dag van het jaar (maximumtemperatuur ≥ 30 °C in De Bilt)
- 2015 - Eerste officiële zomerse dag van het jaar (maximumtemperatuur ≥ 25 °C in De Bilt)
- 2023 - Landelijk hoogste etmaalsom van de neerslag in mm van mei dit jaar gemeten in Lelystad: 26,8

### België
Dagrecords
- 1879 - Laagste etmaalgemiddelde temperatuur 5 °C
- 1998 - Hoogste etmaalgemiddelde temperatuur 23,5 °C
- 1879 en 1900 - Laagste minimumtemperatuur 0,7 °C
- 1998 - Hoogste maximumtemperatuur 30 °C
- 1977 - Hoogste etmaalsom van de neerslag 15,4 mm

Uitzonderlijke gebeurtenissen
- 1998 - Dit is van de hele 20e eeuw de vroegste datum op het jaar waarop de temperatuur 30 °C bereikt in Ukkel.

<< · 1 · 2 · 3 · 4 · 5 · 6 · 7 · 8 · 9 · 10 · 11 · 12 · 13 · 14 · 15 · 16 · 17 · 18 · 19 · 20 · 21 · 22 · 23 · 24 · 25 · 26 · 27 · 28 · 29 · 30 · 31 · >>